# Edward Frederick Lawson
Edward Frederick Lawson Baron of Burnham, britanski general, * 1890, † 1963.